# Longeault
Longeault est une ancienne commune française située dans le département de la Côte-d'Or en région Bourgogne-Franche-Comté.
La commune fusionne le 1er janvier 2019 avec Pluvault pour former la nouvelle commune de Longeault-Pluvault.

## Géographie
Deux rivières passent à proximité de Longeault : le Crosne et la Tille.

## Histoire
Appelé Longa aqua en latin, Longe eau plus tard, le nom signifie : les eaux longues, lentes à s'écouler. C'est un toponyme qui rappelle que le village était soumis aux caprices des Tilles et de leur marais.
Le 1er janvier 2019, la commune fusionne avec Pluvault pour créer la commune nouvelle de Longeault-Pluvault dont la création est actée par un arrêté préfectoral du 28 septembre 2018.

## Politique et administration
| Période                                  | Période   | Identité            | Étiquette | Qualité |
| ---------------------------------------- | --------- | ------------------- | --------- | ------- |
| avant 1981                               | ?         | Jean-Charles Lanson | DVG       |         |
| mars 2008                                | en cours  | Daniel Chetta       |           |         |
| mars 2001                                | mars 2008 | Jean Lanson         |           |         |
| Les données manquantes sont à compléter. |           |                     |           |         |

## Démographie
L'évolution du nombre d'habitants est connue à travers les recensements de la population effectués dans la commune depuis 1793. Pour les communes de moins de 10 000 habitants, une enquête de recensement portant sur toute la population est réalisée tous les cinq ans, les populations de référence des années intermédiaires étant quant à elles estimées par interpolation ou extrapolation. Pour la commune, le premier recensement exhaustif entrant dans le cadre du nouveau dispositif a été réalisé en 2005.

En 2016, la commune comptait 577 habitants, en évolution de −1,7 % par rapport à 2010 (Côte-d'Or : +0,82 %, France hors Mayotte : +2,11 %).
| 1793 | 1800 | 1806 | 1846 | 1851 | 1856 | 1861 | 1866 | 1872 |
| ---- | ---- | ---- | ---- | ---- | ---- | ---- | ---- | ---- |
| 258  | 256  | 253  | 278  | 276  | 290  | 274  | 259  | 224  |

| 1876 | 1881 | 1886 | 1891 | 1896 | 1901 | 1906 | 1911 | 1921 |
| ---- | ---- | ---- | ---- | ---- | ---- | ---- | ---- | ---- |
| 237  | 253  | 245  | 230  | 212  | 202  | 201  | 186  | 180  |

| 1926 | 1931 | 1936 | 1946 | 1954 | 1962 | 1968 | 1975 | 1982 |
| ---- | ---- | ---- | ---- | ---- | ---- | ---- | ---- | ---- |
| 180  | 176  | 199  | 205  | 191  | 243  | 272  | 323  | 501  |

| 1990 | 1999 | 2005 | 2006 | 2010 | 2015 | 2016 | - | - |
| ---- | ---- | ---- | ---- | ---- | ---- | ---- | - | - |
| 739  | 681  | 614  | 606  | 587  | 574  | 577  | - | - |

## Personnalités liées à la commune
- L'amiral Louis-Hippolyte Violette, dont une rue porte le nom, a vécu à Longeault. Il a été maire de la commune pendant la Seconde Guerre mondiale.

## Héraldique
| Blason | Blasonnement : Taillé : au 1er de gueules à trois maillets d'or placés en orle, au 2e d'azur au château d'argent, à la barre d'or frettée de sable, brochant sur le taillé. |

## Lieux et monuments
Une des particularités de Longeault est qu'il n'y a pas d'église.